# Hymenophyllum elongatum
Hymenophyllum elongatum är en hinnbräkenväxtart som beskrevs av James Walter Grimes. Hymenophyllum elongatum ingår i släktet Hymenophyllum och familjen Hymenophyllaceae. Inga underarter finns listade.